# Luciano D'Ulizia
Luciano D'Ulizia (Terni, 21 luglio 1945) è un politico italiano.

## Biografia

### Elezione a deputato
Alle elezioni politiche del 2006 viene eletto deputato della XV legislatura della Repubblica Italiana nella circoscrizione IV Lombardia per Italia dei Valori.